# Caradrina fusca
Caradrina fusca là một loài bướm đêm trong họ Noctuidae.